# Alsted Herred
Alsted Herred var et herred i Sorø Amt. Herredet hørte i middelalderen under Sjællands Meddelsyssel og udgjorde Sorø Len. Det blev i 1662 ændret til Sorø Amt, som da stadig kun udgjorde Alsted Herred, indtil det i 1748 blev lagt sammen med Ringsted Amt, og i 1798 (i henhold til reformen i 1793) blev lagt sammen med de øvrige herreder i Sorø Amt.
I herredet ligger købstaden Sorø samt følgende sogne:
- Alsted Sogn
- Bjernede Sogn
- Bromme Sogn
- Fjenneslev Sogn
- Kirke Flinterup Sogn
- Gyrstinge Sogn
- Lynge Sogn
- Munke Bjergby Sogn
- Pedersborg Sogn
- Slaglille Sogn
- Sorø Sogn
- Stenmagle Sogn
- Vester Broby Sogn